# Kai Romhardt
Kai Romhardt (* 1967 in Hamburg) ist Wirtschaftswissenschaftler, Autor, Unternehmensberater und buddhistischer Lehrer in der Tradition von Thích Nhât Hanh.

## Leben
Romhardt studierte Wirtschaftswissenschaften in Deutschland und in der Schweiz und arbeitete als Unternehmensberater.
Nach einer Lebenskrise begegnete er 2001 dem buddhistischen Lehrer Thích Nhât Hanh und lebte 2 Jahre im internationalen Meditationszentrum und Kloster Plum Village.
Romhardt heiratete 2003 und lebt mit seiner Frau und seinem Sohn in Berlin.
2004 gründete Romhardt gemeinsam mit Schülern des buddhistischen Lehrers Thích Nhât Hanh das Netzwerk Achtsame Wirtschaft, das seit 2015 ein eingetragener Verein in Deutschland ist.  Der Verein versteht sich als Plattform für Menschen, die nach sinnvollen Alternativen zum heutigen Wirtschaftssystem suchen, und sich für Themen wie Achtsamkeit in der Arbeit, beim Konsum und im Umgang mit Geld interessieren. Im Netzwerk treffen sich Selbständige, Manager, Unternehmer und andere Wirtschaftsaktive, die selbst Achtsamkeit und Meditation praktizieren und eine Verbindung mit dem Wirtschaftsleben suchen und fördern wollen. Es gibt Regional- und Initiativgruppen des Netzwerks in Deutschland und Österreich.

## Werke
- Achtsam wirtschaften: Wegweiser für eine neue Art zu arbeiten, zu kaufen und zu leben. Herder, Freiburg 2017, ISBN 978-3-451-81211-8.
- Lebensbruch: nimm ihn an. Und verändere dein Leben. Herder, Freiburg 2017, ISBN 978-3-451-31459-9.
- Slow down your life: vom Glück der Gelassenheit. Edition Steinrich, Berlin 2011, ISBN 978-3-942085-15-1.